# OpenH264
OpenH264 es una biblioteca libre para codificar y decodificar en tiempo real flujos de vídeo en formato H.264/MPEG-4 AVC format. Está liberada bajo los términos de la licencia BSD.

## Historia
El 30 de octubre de 2013, Rowan Trollope de Cisco Systems anunció que Cisco podría liberar tanto los binarios como el código fuente de un códec de vídeo H.264 llamado OpenH264 bajo la licencia BSD simplificada, y pagar todas las regalías por su uso a la MPEG LA para sí mismos y cualquier proyecto de software que utilice los binarios precompilados de Cisco (por lo tanto, los binarios OpenH264 de Cisco son de uso libre); sin embargo, cualquier proyecto de software que utilice el código fuente de Cisco en lugar de sus binarios sería legalmente responsable del pago de todas las regalías a la MPEG LA.
Las arquitecturas de CPU soportadas actualmente son x86 y ARM, y los sistemas operativos soportados son GNU/Linux, Windows XP y superior, Mac OS X y Android; iOS es el gran ausente de esta lista, ya que no permite que las aplicaciones se descarguen e instalen módulos binarios bajados de Internet.
También el 30 de octubre de 2013, Brendan Eich de la Fundación Mozilla escribió que utilizaría binarios de Cisco en futuras versiones de Firefox para añadir soporte H.264 en Firefox donde los codecs de la plataforma no estén disponibles. A pesar de que ya existía el código fuente de OpenH264 en octubre de 2013 y fue utilizado internamente por los productos de Cisco, Cisco no publicó OpenH264 inmediatamente. La razón anunciada era que necesitaban separarlo de las dependencias en otro código de Cisco que no se pretendía liberar como código abierto, confirmar que no tenía ninguna vulnerabilidad de seguridad 0-day que pueda poner en riesgo otros productos de Cisco utilizando el mismo código, y asegúrese de que todos los procesos legales necesarios se hayan completado.
Cisco publicó la fuente de OpenH264 el 9 de diciembre de 2013.

## Capacidades
OpenH264 está diseñado para ser utilizado en aplicaciones que requieren codificar y decodificar vídeo en tiempo real, como ocurre en WebRTC.